# Kuthappanahalli, Chintamani
Kuthappanahalli là một làng thuộc tehsil Chintamani, huyện Chikkaballapur, bang Karnataka, Ấn Độ.